# Тракийски гробници и светилища
Тракийските гробници и светилища са единствените почти изцяло запазени представители на монументалната култова архитектура на древните траки.
Основна заслуга за тяхното запазване до наши дни е, че почти всички те се намират засипани в надгробни могили. На територията на България има над 60 хиляди такива тракийски могили, от които са проучени едва около 1000.
За съжаление, тракийските могили в България са изложени на риск от унищожение поради проблеми свързани със законодателството и недобрите практики за тяхното деклариране, опазване и управление. Предефинирането на тракийските могили като уникално културно-историческо наследство вписано в природната среда, като културен ландшафт, е абсолютно необходимо за гарантиране на тяхното цялостно опазване и устойчиво развитие.

## Тракийска култура
Аналогични на тракийските могили и гробници се откриват също в Северното Причерноморие, край Кавказ, в Мала Азия и Средна Азия.
Най-голямо съсредоточаване обаче е в България, което показва къде е бил центърът на тази култура
Тракийската и гръцката култура се развиват под влияние на Месопотамия, Персия, Египет и Микена. Паралелно с това обаче наблюдаваме и една неподражаема оригиналност в Древна Тракия, която е характерна единствено за нашите предци – траките. Във връзка с това трябва да отчитаме също и обратното влияние от Тракия към околните народи, още повече, че предпотопната култура и цивилизация в Причерноморието е била тракийска. Тази цивилизация е предхождала по време с няколко хилядолетия зараждащите се по-късно култури в Месопотамия, Египет и Гърция.

## Тракийска гробнична архитектура
Произходът и етапите в развитието на тракийската гробнична архитектура не са напълно изяснени.
Най-ранните гробници са може би скално-изсечените помещения, голям брой от които са средоточени в Родопите, Странджа, източна Стара планина и североизточна България, датирани от къснобронзовата епоха (втората половина на II хил. пр. Хр.) до ранножелязната епоха (IX-VII в. пр. Хр.). Някои изследователи смятат, че тези помещения не са били гробници, а светилища, а други – че са изпълнявали и двете функции. Скалните тракийски гробници имат обикновено едно помещение, рядко имат преддверие или дромос (коридор). Имат един вход отстрани и често – отвор на тавана, който е имал за капак подвижен камък. Входовете са малки, ниски, с кръгла форма. За да влезе, човек трябва да се наведе или да пълзи. На някои входове се виждат жлебове за затваряне с камък. Скалните гробници имат приблизителна форма на пресечен конус. Размерите им рядко позволяват повече от един човек да стои изправен във вътрешността. Срещат се изсечени скамейки (или погребални легла) по стените им, както и ниши, за поставяне на някакви предмети.
Долмените в Тракия също произхождат от къснобронзовата и ранножелязната епоха. Те са архитектурни съоръжения, строени от каменни плочи, като стените (и тавана) на едно помещение са изградени всяка от по една плоча. Долмените имат по една или повече камери с различни размери. Срещат се долмени, в които човек едва влиза и не може да се изправи, но има и долмени с по-голяма височина от човешки ръст. Понякога над долмените са издигани могили, но това е сравнително рядко явление. Долмените са строени в равнинни територии, където не е имало удобни скални масиви за строеж на скални гробници.
Както скалните гробници, така и долмените рядко се намират неограбени, тъй като в повечето случаи са били лесно достъпни.
В средата на първо хилядолетие пр. Хр. в Тракия се появяват градените подмогилни гробници. Те са винаги покрити със земен насип и често притежават дълъг коридор (дромос), който извежда навън от могилата. Срещат се два основни вида – кръглокуполни и такива с правоъгълен план. Съществуват хипотези, че правоъгълните гробници произхождат от долмените, а кръглокуполните – от скалните гробници, или от микенските кръглокуполни гробници.
Кръглокуполните гробници се срещат в териториите на днешна България и европейска Турция – териториите на древна Тракия. Появяват се през V в. пр. Хр. и се използват до края на античността – IV в. сл. Хр. Строени са от каменни блокове или тухли. Представителни кръглокуполни гробници са тези в Казанлък, Мезек, Стрелча, Старосел, Александрово и др.
Гробниците с правоъгълен план се срещат по-рядко в Тракия, но са много характерни за Македония от края на IV в. пр. Хр. Те могат да съдържат повече от едно помещение и са покрити с двускатен или куполен покрив. Изграждани са от каменни блокове. Представителни тракийски гробници от този вид са намерени в Свещари, Стрелча, Смядово Шуменско, Голяма косматка, Оструша, а македонски – Вергина.
Предполага се, че са съществували и дървени гробници с двойни стени, като пространството между тях е запълнено с чакъл. Такива са били гробницата в Могиланската могила във Враца и тази от с. Оризово.
Някои гробници не притежават никаква украса, но много са украсени със стенописи (Казанлък, Свещари, Оструша, Александрово) и релефи (Свещари), има и гробници с надписи (Смядово, Шуменско). В неограбените гробници се откриват множество предмети, поставени като погребални дарове, които са ценен източник за изследване на тракийското изкуство, религиозни представи и обреди.
Според археолога Георги Китов погребалната могила представлява мемориален паметник на погребания в нея. Тази традиция идва от дълбока древност, когато воините или починалите са били погребвани в обикновени гробове и пръстта от изкопания гроб се е натрупвала като малка могила отгоре. Постепенно, за да се отличат гробовете на героите и царете, започвали да насипват по-големи могили, а след това да се изграждат и гробници на по-знатните починали благородници. Понякога царските погребения се извършвали в действащи храмове, които след погребението били засипвани с пръст. Този начин на погребване е свързан с култа за обожествяване на владетеля, погребван в храма, където преди това се е извършвало поклонение и религиозни ритуали за почитане на съответното божество.
Типичен пример за това е царското погребение на цар Ситалк (V в. пр. Хр.) в храма-гробница при Старосел. Там има и култов комплекс с още 8 гробници. Изследванията показват, че преди да стане гробница, обектът в Старосел е бил действащ храм. За това свидетелстват изтритите от богомолци стъпала на централното стълбище, наличието на подвижни каменни врати на преддверието, различни архитектурни особености на строежа и наличието на странични площадки, предназначени за религиозни ритуали. Размерите и внушителността на това съоръжение са забележителни. Могилата е висока 21 метра, а обиколката на каменната стена – крепида е 241 м, с височина 3 метра. Всичко е строено с големи дялани каменни блокове, които на места са свързани с железни скоби и залети с олово. Със своята импозантност и тип на строеж, този храм-гробница е съизмерим с подобни антични съоръжения от Микена и Мала Азия.
Тракийските могили са с различна големина, като някои наистина имат грамадни размери, което понякога обърква археолозите, считащи ги за естествени хълмове.

## Погребални обичаи на древните траки
Сведения за това дават редица антични автори. Херодот, например, описва погребалния ритуал на траките така:
| „ | Заможните граждани биват погребвани по следния начин. Мъртвия излагат в продължение на три дни и след като предварително са го оплакали и са принесли в жертва всякакви животни, започват да пируват: след това го погребват, като го изгарят или без изгаряне го заравят в земята: насипват могила и уреждат състезания от всякакъв вид, в които най-големите награди се присъждат съответно за единоборство. Така се извършват погребенията у траките... | “ |

Според Александър Фол, Херодот описва орфически обред на аристократическо погребение, което е по-рядко срещано и поради тази причина е от особена важност. При подобни погребения често за жертвоприношението са използвали коне, а в по-старо време са правени и човешки жертвоприношения. Често в грунда под могилния насип се срещат обредно-жертвени ями, където се е стичала кръвта на жертвата. При Старосел такива ями са открити встрани от крепидната стена на могилата.
На върха на погребалната могила понякога се открива надгробие – олтар или зооморфен (антропоморфен) знак, който според Фол обозначава сина на Сина на Великата Богиня-майка. Такива са открити на върха на гробницата при с. Мезек (Хасковско); могилата при с. Чеканчево (Софийско); могилата „Топрак Хисар“ (до с. Кадрашик); голямата могила до с. Емен (Търновско); голямата могила при с. Дуванлий (Овчехълмско) и др. На върха на последната могила при Дуванлий са открити каменни балвани („каменни баби“ на девташлари). Подобни са откривани и на върха на скитските могили в Причерноморието и Средна Азия.

## Могили светилища
Автори като Баласчев и Фол считат, че някои могили не са погребални, а са нарочно насипани за светилища. Доказателство за това е, че в такива могили не са откривани погребения. В други са откривани останки от сгради или храмове. Особено внушителна е сградата, открита в „Дядовската могила“ (до с. Дядово, община Нова Загора). Сградата, която е открита (основи от нея), е четвъртита с хоросанови зидове и е дълга 95 крачки и широка 60 крачки. В горния ъгъл на сградата се намира кръгла кула с диаметър 10 метра и в югоизточната стена има порта, от която започва път, постлан с камъни. По средата на сградата има култова яма, дълбока три метра и в нея е намерена оброчна плоча с тракийския конник. В близост са намерени още три такива плочи. В други могили са намирани закопани части от сгради, но не става ясно дали са гробници или храмове. Според Фол и други изследователи строежите под насипите надхвърлят общата си характеристика на надгробия. Освен за домове на покойника те могат да бъдат и места за почит към антроподемони (т.е. хероони), които могат естествено да бъдат съчетани с поклонение и жертвопринасяне, както е прието в открит мавзолей. След време тези обекти изчерпвали функциите си и били затваряни за посетители, след което били засипвани в могила. Твърде вероятно е също затварянето на храма да е било предизвикано и от други причини, като например погребване на владетел в него или оскверняване.

## Долина на тракийските царе
„Долината на тракийските царе“ e името, което археолозите дават на район с около 1000 могилни некрополи, по време на археологическите проучвания (1992 – 1997) в Казанлъшката котловина, където се кръстосват пътищата през Шипченския проход и през Подбалканските полета. Понастоящем са проучени едва 100 могили от около 1000 съществуващи. Според археолозите в „Долината на тракийските царе“ подобно на „Долината на египетските фараони“ в Египет са били погребвани тракийски царе и важни представители на тракийската аристокрация. Теза потвърдена от факта, че през 2004 в могила „Светицата“ е разкрита каменна гробница – саркофаг, в която според археолозите е погребан одриският владетел Терес I (запазени фрагмент от челюст и долни крайници). Намерена е масивна златна маска, реалистично изобразяваща мъжко лице, бронзова ризница с железни обкови, железен крив меч и нож, два червенофигурни съда, бронзови стрели, цели и фрагменти от бронзови и сребърни съдове – чаши, кана и киликси и др. от края на 5 – началото на 4 в. пр. Хр. В могила „Голямата Косматка“ е намерена каменна гробница с дромос (коридор) и три камери с различен план – правоъгълна, кръгла с купол и каменен саркофаг от монолитен блок с двускатен покрив и каменно ложе; мраморна двукрила врата. Въз основа на намерените артефакти се предполага се че тук е бил погребан прочутият тракийски цар Севт III. Намерен е богат инвентар от въоръжение и женски накити (наколенници, меч, златен погребален венец, киликси и др.). Пред дромоса в жертвена яма са открити фрагмент от питос и бронзова глава – фрагмент от статуя най-вероятно на тракийски владетел от втората половина на 4 – началото на 3 в. пр. Хр. Археологическите паметници в Долината на тракийските царе свидетелстват, че траките са били отлични строители, сръчни златари, металурзи и грънчари и са внесли своя принос в развитието на античната цивилизация.

## Архитектура
В някои от гробниците-храмове на траките се откриват великолепни стенописи, които ни дават изключително ценна информация. Примери в това отношение са Казанлъшката гробница, в която е погребан одриски цар ок. 280 г. пр. Хр., прочутата гробница край Свещари, където има и скулптурна група и новооткритата от д-р Георги Китов гробница край Александрово – могилата „Рошавата чука“ (IV век пр. Хр.), за която писахме в сп. „Авитохол“ (2002 г.).
По отношение архитектурата на тракийските гробници и храмове много добра е разработката и изследването на арх. Малвина Русева, която представя великолепно тракийски и скитски образци с подробни архитектурни планове и описания на култовите обекти.
Гробници и светилища:
- Александровската гробница
- Беглик таш
- Варненско съкровище
- Казанлъшка гробница
- Мезешка гробница
- Мишкова нива
- Могила Оструша
- Перперикон
- Свещарска гробница
- Староселска гробница
- Хоризонт могила
- Могила Светицата (златна маска на цар Терес)
- Могила „Голямата косматка“
- Гаговска гробница
- Могила Шушманец
- Могила на Грифоните
- Могила Голяма Арсеналка
- Могила Хелвеция